# 馬多涅山脈

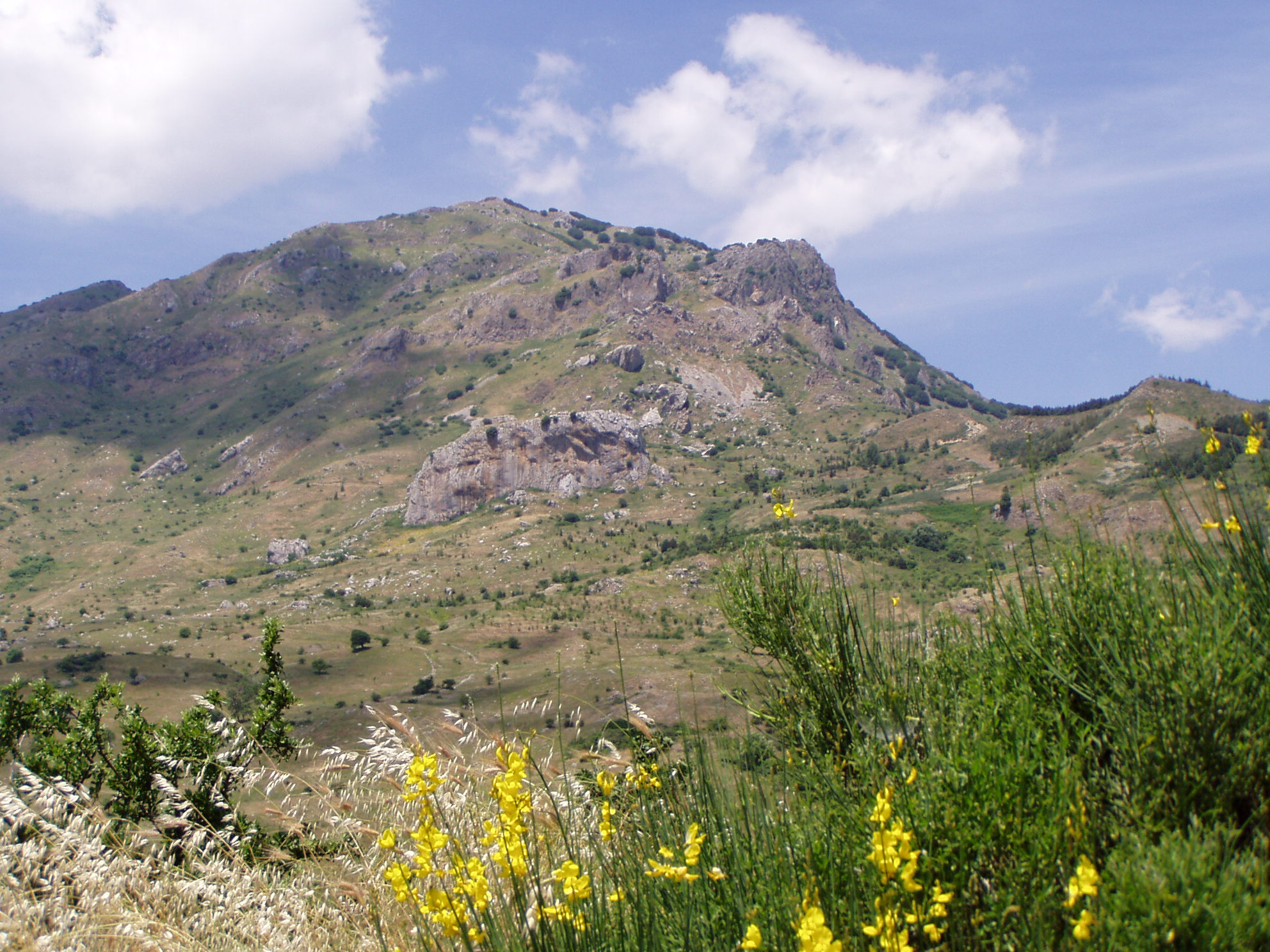

馬多涅山脈是意大利的山脈，位於該國南部西西里島，由巴勒莫省負責管轄，屬於亞平寧山脈的一部分，最高點海拔高度1,979米。
37°53′N 14°01′E / 37.883°N 14.017°E